# Проектът „Венера“
Проектът „Венера“ (на английски: The Venus Project, Inc.) е неправителствена организация в САЩ, наречена по нейния проект.
Популяризира идеята на Жак Фреско за бъдещето чрез медии с цел да подобри обществото, стремейки се към ресурсно базирана икономика и проектиране на природосъобразни градове, ефикасно използане на енергията, естествено, ресурсно базирано управление и модерна автоматизация, фокусиране върху изгодите, които ще донесе на обществото.
Организацията е създадена от Жак Фреско и Роксан Медоус през 1975 г. Името на организацията произлиза от селището Винъс (Venus – Венера), окръг Хайландс, Флорида, където е разположен нейният изследователски център на площ от 90 декара близо до езерото Окичоби.

## Същност
Проектът „Венера“ предлага цялостен план за обновяване на обществото, в който хората, технологиите и природата ще могат
да съществуват съвместно в дългосрочно, устойчиво състояние на динамично равновесие.

### Цели и предложения
„Венера“ представлява план за създаване на нова световна цивилизация, основана на загрижеността за човека и възстановяването на околната среда.
Той предлага на обществото широк спектър от алтернативи, които се базират на научните възможности, насочени към нова ера на мир и устойчиво развитие за всички. Чрез осъществяване на ресурсно базирана икономика и прилагане на множество иновативни и природосъобразни технологии осъществените предложения на проекта драстично биха намалили престъпността, бедността, глада, бездомността и много други належащи за решаване проблеми, срещани по целия свят днес.

### Ресурсно базирана икономика
Проектът „Венера“ е създаден върху идеята, че бедността, престъпността, корупцията и войните са причинени от недостиг, продукт на сегашната световна монетарна икономика, управлявана от стремеж към печалба, структура потискаща разработването и развитието на обществено полезните технологии. Прогресът на технологиите е ограничен от техния доход. Фреско твърди, че е необходимо ресурсите да се насочат към повече хора чрез производство, водещо до изобилие на продукти и услуги. Постигането на изобилие ще намали склонността на хората към себичност, подкупност, алчност и ще засили стремежа към взаимопомощ помежду им. Фреско вярва, че сега е възможно да се създаде общество, в което хората живеят „по-дълъг, по-здравословен и по-смислен живот“. Той вярва, че паричната система и процесите, свързани с нея (като тежка работа или съперничество), са вредни за обществото и пречат на хората да открият и развият истинския си потенциал. Той твърди, че неговите идеи ще облагодетелствуват голям брой хора. Някои от неговите идеи се зараждат на базата на явления като „Голямата депресия“. Фреско смята, че сегашното състояние на глобалната икономика е подобно на „Голямата депресия в САЩ през първата половина на 20 век, но не чак толкова лоша“. Той вярва, че може да освободи хората от икономиката на свободния пазар и капитализма, и ще ги убеди да спрат да се доверяват на парите и тяхната движеща сила.

### Градски системи
Проектът „Венера“ предлага изследователски град, който да бъде изграден с най-добрите налични ресурси и строителни техники. Неговото геометрически елегантно и ефективно кръгово устройство ще бъде заобиколено от паркове и красиви градини, които ще са съставна част от градския дизайн. Градът ще е проектиран да функционира с минимален разход на енергия и да използва екологично чисти технологии, които са в хармония с природата, за да се осигури най-висок стандарт на живот за всички хора. Градската система улеснява ефективното транспортиране на жителите, премахвайки нуждата от автомобили.

#### Жилища
Проектът „Венера“ препоръчва сегашното състояние и цели на архитектурата да бъдат преосмислени, за да отговарят на променящите се потребности на хората в тази нова, развиваща се култура.

#### Градове в морето
Глобална мрежа от такива структури лесно може да приюти много милиони хора и така да облекчи пренаселеността на сушата. Те могат да осигуряват информация на жителите си и да служат като естествени аквариуми, без да се затваря изкуствено морският живот.

#### Енергия
Идеята на организацията за използването на енергия обхваща само чиста енергия от възобновяеми източници на енергия. Такива могат да бъдат геотермална, слънчева, вятърна енергия и други.

## Участници
Жак Фреско
Жак Фреско е индустриален дизайнер, соцален инженер, автор на научни статии, лектор, футурист и изобретател. Работил е като дизайнер и изобретател в широк обхват дейности – от биомедицински нововъведения до напълно интегрирани социални системи.
Роксан Медоус
Роксан Медоус e американска илюстраторка в областта на науката и медицината. Завършва Муурския колеж по изкуствата и получава бакалавърска степен по изящни изкуства от Мерилендския институт по изкуствата. Изучава техническо и архитектурно илюстриране и конструиране на модели 4 години под ръководството на Жак Фреско. Днес е завършен и добре познат технически и архитектурен илюстратор и конструктор на модели. Тя има и лиценз за пилот. Заедно с Жак Фреско изнася лекции и провежда семинари по цял свят като футурист, представящ целите на Проекта.
„Цайтгайст“
Кинематографистът Питър Джоузеф, след като работи с Жак Фреско, представя своето движение „Цайтгайст“ като активистка група за пропагандиране на неговите идеи. През 2012 г. сътрудничеството им е прекратено поради разногласия по целите.